# Henry Myer Phillips

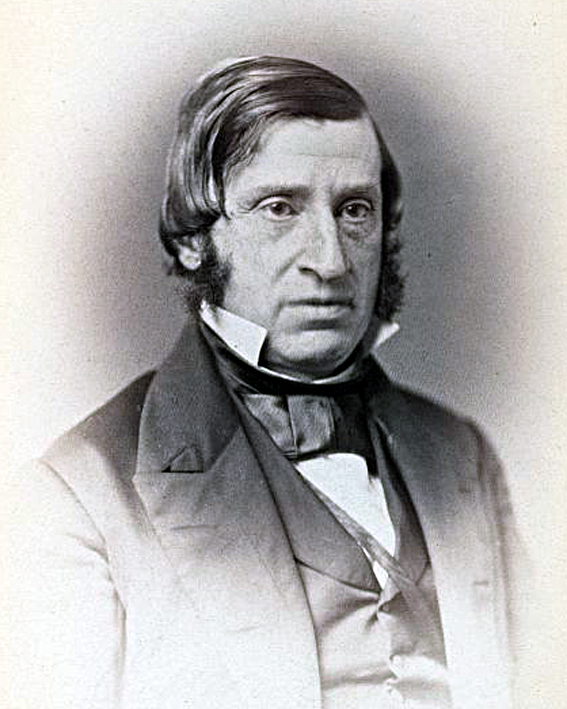
Henry Myer Phillips (1859)

Henry Myer Phillips (* 30. Juni 1811 in Philadelphia, Pennsylvania; † 28. August 1884 ebenda) war ein US-amerikanischer Politiker. Zwischen 1857 und 1859 vertrat er den Bundesstaat Pennsylvania im US-Repräsentantenhaus.

## Werdegang
Henry Phillips besuchte die öffentlichen Schulen seiner Heimat und das Franklin Institute. Nach einem anschließenden Jurastudium und seiner 1832 erfolgten Zulassung als Rechtsanwalt begann er in Philadelphia in diesem Beruf zu arbeiten. Außerdem war er am dortigen Berufungsgericht als Gerichtsdiener tätig. Gleichzeitig schlug er als Mitglied der Demokratischen Partei eine politische Laufbahn ein.
Bei den Kongresswahlen des Jahres 1856 wurde Phillips im vierten Wahlbezirk von Pennsylvania in das US-Repräsentantenhaus in Washington, D.C. gewählt, wo er am 4. März 1857 die Nachfolge von Jacob Broom antrat, den er bei der Wahl geschlagen hatte. Da er im Jahr 1858 nicht bestätigt wurde, konnte er bis zum 3. März 1859 nur eine Legislaturperiode im Kongress absolvieren. Diese war von den Ereignissen im Vorfeld des Bürgerkrieges geprägt.
Nach seiner Zeit im US-Repräsentantenhaus praktizierte Phillips wieder als Anwalt. Im Jahr 1862 wurde er Kurator des Jefferson Medical College in Philadelphia. Ab 1867 war er Mitglied im Vorstand zur Verwaltung des städtischen Parksystems in Philadelphia (Fairmount Park). 1881 wurde er Präsident dieses Gremiums. Phillips war ab 1870 auch im Vorstand der Academy of Music in Philadelphia, deren Vorsitz er im Jahr 1872 übernahm. Dieses Amt bekleidete er bis kurz vor seinem Tod im Jahr 1884. Im Jahr 1870 gehörte er auch der städtischen Baukommission seiner Heimatstadt an. Ab 1874 war er außerdem Präsident der Pennsylvania Railroad. Er starb am 28. August 1884 in Philadelphia, wo er auch beigesetzt wurde.